# Gardens of Hiroshima
Gardens of Hiroshima hrvatski je metalcore sastav iz Zagreba.

## Životopis
Krajem 2005. u Zagrebu četvorica mladih glazbenika odlučuju osnovati metalcore sastav. Na vokalima je Mihael Čuček, jedan od osnivača i kratkotrajni član hardcore sastava Hidden Layer, bas svira Robert Butković, basist sastava IGUT i TheySuck!, na gitari je Jakov Butković (gitarist Hidden Layera, ne u rodu s Robertom), a bubnjeve svira don Mandibola, koji je u to doba napustio svoj prvotni sastav Things Fall Apart. Nakon nekoliko mjeseci djelovanja u tom postavu, Jakov napušta Gardense. Njegovo mjesto nakon kratkog vremena zauzima Andrija Ražnatović, gitarist Breaking The Fourth Walla i bivši basist Dig A Holea, te je time zaokružena aktualna postava, tek malo više od tjedan dana prije prvog koncerta u KSETu kao predgrupa Dead By Mistakeu.

## Diskografija
- Choose Your Side (2007., EP)

## Vanjske poveznice
- Službena MySpace stranica